# Bvumba
Bvumba of Vumba is een gebergte in het uiterste oosten van Zimbabwe op de grens met Mozambique. Het gebergte ligt voornamelijk in Zimbabwe, maar strekken zich in noordoostelijke richting uit in Mozambique. Het ligt op ongeveer 25 kilometer ten zuidwesten van Mutare in de provincie Manicaland. De Bvumbastijgen op uit het landschap met een top op 1.911 meter boven zeeniveau van de Castle Beacon. Het gebergte maakt deel uit van de Eastern Highlands en het deels ligt het in het Bunga Forest Botanical Reserve.
De bergen bestaan voornamelijk uit graniet en dit gesteente is gedateerd op meer dan 2600 Ma.
Naar het gebergte wordt verwezen met "Mountains of the Mist" (Bvumba betekent mist in het Shona), aangezien vaak de vroege ochtend begint met een mist, maar opklaart in de loop van de ochtend.
Op de groene heuvels bevinden zich hotels, een casino, een golfbaan, koffieplantages en een botanische tuin.